# Макиенко, Мария Александровна
Мари́я Алекса́ндровна Макие́нко (1918—1979) — доктор медицинских наук, профессор. С 1972 по 1979 год заведовала кафедрой хирургической стоматологии Куйбышевского медицинского института имени Д. И. Ульянова.

## Биография
Родилась 13 февраля 1918 года в деревне Ущерб Томского уезда в семье крестьянина. В 1940 году окончила Томский стоматологический институт. 
С первых дней Великая Отечественной войны и до её окончания была начальником челюстно-лицевой группы медицинского усиления ОРМУ Калининского и I Прибалтийского фронтов.
В 1946 г. демобилизована в звании майора медицинской службы. За годы войны через её руки прошли более 10000 раненых. 
С 1946 года работала преподавателем в Куйбышевской зубоврачебной школе и в госпитале инвалидов Великой Отечественной войны. С 1949 года — ассистент кафедры госпитальной хирургии по курсу стоматологии Куйбышевского медицинского института. В 1953 году защитила кандидатскую диссертацию «Челюстно-лицевая группа отдельной роты медицинского госпиталя». В 1955 году присвоено ученое звание доцента. Продолжала работать над докторской диссертацией по вопросам лечения переломов нижней и верхней челюстей с помощью металлических спиц Киршнера. Метод остеосинтеза костей лицевого скелета и аппарат АОЧ-3, созданный вместе с инженером А. М. Бароновым, запатентован в США, Германии и Франции. В 1967 году ею защищена докторская диссертация «Остеосинтез переломов челюстей металлическими спицами при помощи аппарата АОЧ-3», в 1968 году присвоено звание профессора. В 1970 году М. А. Макиенко возглавила объединенную кафедру стоматологии, а в 1972 году — кафедру хирургической стоматологии. В 1966 году вместе с ректором института академиком РАМН А. Ф. Красновым, заведующим кафедрой госпитальной хирургии профессором A. M. Аминевым была одним из организаторов стоматологического факультета Куйбышевского медицинского института.
Научная и педагогическая деятельность Макиенко (130 научных работ, из них 4 монографии, 11 кандидатских диссертаций, защищённых под её руководством) оценена государством. Она награждена орденами Ленина, Красной Звезды, медалями «За боевые заслуги», «За доблестный труд в ознаменование 100-летия со дня рождения В. И. Ленина» и другими. Поощрена знаком «Отличник здравоохранения СССР», неоднократно избиралась делегатом съездов.